# Вторые Тербуны
Вторы́е Тербуны́ (2-е Тербуны́) — село в Тербунском районе Липецкой области. Административный центр Тербунского Второго сельского поселения.

## Название
Первоначально селение называлось Тербуны. Название было дано по небольшой реке Тербунка (река) (от ст.-русс. теребети — расчищать, корчевать).
По версии краеведа А. А. Голубева, слово Тербуны произошло от древнерусского глагола теребити — теребить, отбивать волокно от стебля. На смоленщине теребунами называли теребильщиков льна, а поскольку село Тербуны (ныне Вторые Тербуны) основали служилые люди из-под Смоленска, то и в название села они вложили один из основных видов своего крестьянского ремесла — возделывание льна, его первоначальную обработку после уборки.
Версия А. А. Голубева является официально признанной и была взята за основу при разработке официальной символики Тербунского района в 2004 году.

## История
В 1664 году тербунцы искали клады в верховье реки Ведуги в Землянском уезде, пишет историк В. П. Загоровский.
…24 мая 1664 года в степи за рекой Ведугой, верстах в десяти от Землянска, можно было увидеть необычайное оживление. Человек сорок, вооружённые лопатами, усердно перекапывали склоны обширного пологого оврага, разделявшего две горы, на одной из которых возвышались оплывшие валы старинного городища. На их работу сейчас же обратили внимание нёсшие сторожевую службу землянские служилые казаки и сообщили об этом по начальству.
Землянский воевода Гаврила Островский отрядил для дознания подьячего Сеньку Окулова с 6 казаками. Когда посланные приехали на место происшествия, то обнаружилось, что копают землю жители Чернавского уезда — села Тербуны и соседних с ним деревень. Всё это были люди не особенно дальние от землянских мест и лично знавшие подьячего Окулова. С ним был и поп села Тербуны Киприан, доводившийся подьячему дядей…
По Указу Екатерины II сюда «сошли» смоленские люди. К этому времени все земли уже были заняты, потому новоприбывшим смоленцам пришлось осесть частью в деревне Бурдина, а частью — образовывать село Голопузовку (ныне Хутор-Березовка).
В 1896 году в 10 км к западу от Тербунов прошла железнодорожная линия Елец — Касторная. Открытая на ней станция получила название Тербуны. При станции вырос одноимённый посёлок. Ныне это — село Тербуны, центр Тербунского района. Для отличия село стали называть Вторыми Тербунами.
В период Великой Отечественной войны здесь дважды проходила линия фронта (в декабре 1941 г. и в 1942 г.). С 10 июля по 9 октября 1942 года упорные бои на рубеже обороны Казинка-Вторые Тербуны (Курская область) вела 112-я Башкирская кавалерийская дивизия, об этом поведал в очерке «В Башкирской дивизии» К.Симонов («Красная звезда», 31.07.1942).

## Население
| 2008 | 2009  | 2010  |
| ---- | ----- | ----- |
| 1387 | ↘1380 | ↘1377 |

## Инфраструктура
В селе работают дом культуры, общая и детская библиотеки, средняя школа, где обучаются 164 ученика (2008 год), коррекционная школа-интернат для детей-сирот, детский сад, который посещают 25 детей.

## Здравоохранение
В селе действует отделение общей врачебной практики

## Интересные факты
- На карте Орловской губернии из «Энциклопедического словаря» Ф. А. Брокгауза и И. А. Ефрона село Тербуны значится как Тербины. Более нигде такое написание не встречается.[значимость факта?]
- В 1960-е годы была попытка властей переименовать Вторые Тербуны в село Красное.